# اریک (نرم‌افزار)
اریک (به انگلیسی: eric) یک نرم‌افزار آزاد و یک آی‌دی‌ای که برای برنامه‌نویسی درست شده‌است و از آنجا که این یک آی‌دی‌ای کاملاً برجسته است، تمام ابزارهای لازم برای نوشتن کد را به‌طور پیش فرض فراهم می‌کند و برای مدیریت حرفه‌ای یک پروژه نرم‌افزاری عالی را به شما نشان می‌دهد.
اریک به زبان برنامه‌نویسی پایتون نوشته شده‌است و استفاده اصلی آن برای توسعه نرم‌افزار پایتون بوده و برای توسعه هرگونه ترکیب پایتون ۳ یا پایتون ۲ و پروژه‌های کیوت۴ یا ۵ و پای‌کیوت۵ یا ۴ بر روی سیستم‌عامل‌های لینوکس، مک او اس و مایکروسافت ویندوز قابل استفاده است.